# Château de Claxton
Le château de Claxton est un château en brique en ruine situé dans le village de Claxton, dans le Norfolk, à environ 13 km au sud-est de Norwich.

## Histoire
William de Kerdeston et son fils reçoivent l'autorisation de créneler (en) le château respectivement en 1340 et 1376, cette dernière autorisation étant nécessaire en raison de la mort de Kerdeston avant l'achèvement du château,. Le château est en grande partie démoli au XVIIe siècle pour construire Claxton Hall. Les ruines du château se composent d'un long mur et de trois tours avec divers escaliers et arcades. Les travaux de terrassement indiquent un fossé extérieur et une chaussée datant de l'époque médiévale. Il s'agit d'un bâtiment classé Grade II*, classé pour la première fois en 1951.